# Miky Woodz
Miguel Ángel Rodríguez Rivera (Carolina, Puerto Rico; 23 de septiembre de 1991), más conocido por su nombre artístico Miky Woodz, es un cantante, compositor y productor puertorriqueño.

## Biografía
Miky Woodz nació en Carolina, Puerto Rico el 23 de septiembre de 1991. En su adolescencia estuvo cerca de las drogas, pero luego las abandonaría por decisión propia afirmando que la presencia de su familia fue lo primordial para olvidarse de este vicio. Uno de los sueños de Miky era convertirse en un jugador profesional de baloncesto y gracias a su talento para este deporte, obtuvo una beca para jugar en un equipo profesional de Pensilvania donde residió durante mucho tiempo y además estudiaba administración de empresas en la Universidad Estatal de Pensilvania, fue aquí donde empezó su pasión por la música y poco después su carrera musical.
Según Woodz, sacrificó un trabajo en un almacén que le pagaban $7.25 por hora para continuar con su pasión por la música.
Woodz también tiene un hijo llamado Meek.
Fue jugador del equipo Gigantes de Carolina en la Liga de Baloncesto Puertorriqueña.
El 26 de enero de 2023, fue seleccionado para jugar con el equipo Piratas de Quebradillas en el Baloncesto Superior Nacional de Puerto Rico.

## Carrera musical
Empezó a difundir sus proyectos musicales en la plataforma digital Freestyle Manía dónde rápidamente fue ganando seguidores a mediados del 2013. En 2014 ganó notoriedad cuando participó musicalmente en el remix de Mordios A Las 3, 2, 1 junto a Farruko, Benny Benni, Pusho, entre otros. Entre 2015 y 2016 lanzó diferentes temas como Antojo, 50 Cosos (con Anuel AA), Tarde O Temprano, entre otros. En el 2017 pública su primer sencillo "Dañarme la mente" bajo la disquera Gol2 Latin Music, que llegó a obtener 80.000 descargas en itunes. Posteriormente el cantante realiza su primera gira musical por Chile.
Su álbum debut fue Before Famous . lanzado en 2017, que alcanzó el número 4 en   Billboard  y el número 20 en Latin Album Sales.
Luego lanzó su segundo álbum de estudio a través de Gol2 Records, SoldOut Records y GLAD Empire Records.
En 2018, lanza su segundo álbum de estudio titulado  <<El OG>> , el cual se destaca por la canción "Estamos Clear" con la colaboración de Bad Bunny, debutó en el número seis en la lista de los Mejores álbumes latinos de Billboard y tuvo colaboraciones con Noriel, Farruko, De La Ghetto, Pusho, Juhn, Ñejo, Darkiel, y Bad Bunny.
En el año 2019 pública un EP titulado "El OG Week", que cuenta con las colaboraciones de Justin Quiles, Juhn y Dalex.
El 16 de abril de 2020 estrena su tercer álbum de estudio titulado "Los 90 Piketes", con colaboraciones de Wisin, El Alfa, Zion y Lennox, entre otros.
A finales de 2021 lanzó un EP titulado "Living Life", con colaboraciones con Myke Towers, Darell, entre otros.

## Influencias Musicales
La música de Miky Woodz se basa en el Trap latino, el Hip Hop, el Reguetón y el R&B. Teniendo influencias de cantantes como Wiz Khalifa, Ñengo Flow y Wisin.

## Discografía
Álbumes de estudio
- 2018: El OG
- 2020: Los 90 piketes

Extended plays
- 2017: Before Famous
- 2019: Cambio de clima (junto a Bryant Myers)
- 2019: El OG Week
- 2021: Living Life EP